# Big Soul
Big Soul ist eine deutsche Girlgroup, bestehend aus ursprünglich vier Sängerinnen, die im Jahr 2010 aus der ersten deutschen Staffel der Casting-Show X-Factor hervorging.

## X-Factor
2010 nahm das Quartett an der Casting-Show X-Factor teil. Dort kamen sie mit ihrem Mentor George Glueck ins Finale, wo sie hinter Edita Abdieski den 2. Platz belegten.
Im Januar 2019 war Big Soul als Trio bei Pro7 in der Show my hit. your song zu sehen. Dort interpretierten sie zwei Songs des Singer/Songwriters Alvaro Soler im Duell gegen die Band Jamaram. Sie zogen jedoch nicht ins Finale ein.

## Diskografie
Am 1. Juni 2012 erschien bei Ariola ihr Album Du siehst so gut aus.